# Жирувіль
Жирувіль (англ. Girouxville) — село в Канаді, у провінції Альберта, у складі муніципального району Смоукі-Рівер № 130.

## Населення
За даними перепису 2016 року, село нараховувало 219 осіб, показавши скорочення на 17,7%, порівняно з 2011-м роком. Середня густина населення становила 325,1 осіб/км².
З офіційних мов обидвома одночасно володіли 125 жителів, тільки англійською — 85, тільки французькою — 5. Усього 15 осіб вважали рідною мовою не одну з офіційних, з них 5 — одну з корінних мов, а 5 — українську.
Працездатне населення становило 95 осіб (48,7% усього населення), рівень безробіття — 26,3% (25% серед чоловіків та 30% серед жінок). 84,2% осіб були найманими працівниками, а 15,8% — самозайнятими.
Середній дохід на особу становив $12 013 (медіана $12 002), при цьому для чоловіків — $12 013, а для жінок $12 013 (медіани — $12 002 та $12 002 відповідно).
20,5% мешканців мали закінчену шкільну освіту, не мали закінченої шкільної освіти — 48,7%, 28,2% мали післяшкільну освіту, з яких 18,2% мали диплом бакалавра, або вищий.
| Статево-вікова структура населення | Статево-вікова структура населення | Статево-вікова структура населення | Статево-вікова структура населення | Статево-вікова структура населення |
| ---------------------------------- | ---------------------------------- | ---------------------------------- | ---------------------------------- | ---------------------------------- |
|                                    |                                    |                                    |                                    |                                    |
| Всього                             | Всього                             | 50,0%                              |                                    |                                    |
| 0 — 14 років                       | 0 — 14 років                       |                                    | 19%                                | 19%                                |
| 15 — 64 років                      | 15 — 64 років                      |                                    | 57,1%                              | 57,1%                              |
| 65 і більше                        | 65 і більше                        |                                    | 23,8%                              | 23,8%                              |
| 85 і більше                        | 85 і більше                        |                                    | 2,4%                               | 2,4%                               |
| Середній вік (років)               | Середній вік (років)               | 43,942,2                           | 43,0                               | 43,0                               |
| Медіана (років)                    | Медіана (років)                    | 41,5                               | 41,5                               | 41,5                               |
| — чоловіки — жінки                 |                                    |                                    |                                    |                                    |

| Походження мешканців:     | Походження мешканців:     | Походження мешканців: | Походження мешканців: | Походження мешканців: |
| ------------------------- | ------------------------- | --------------------- | --------------------- | --------------------- |
| Походження                |                           |                       | осіб                  | %                     |
| Корінні американці        | Корінні американці        |                       | 35                    | 16.67%                |
| Інше північноамериканське | Інше північноамериканське |                       | 135                   | 64.29%                |
| Європейське               | Європейське               |                       | 145                   | 69.05%                |
| британське                | британське                |                       | 60                    | 28.57%                |
| французьке                | французьке                |                       | 95                    | 45.24%                |
| українське                | українське                |                       | 10                    | 4.76%                 |

| Зайнятість населення за галузями (за класифікацією NOC): | Зайнятість населення за галузями (за класифікацією NOC): | Зайнятість населення за галузями (за класифікацією NOC): | Зайнятість населення за галузями (за класифікацією NOC): | Зайнятість населення за галузями (за класифікацією NOC): |
| -------------------------------------------------------- | -------------------------------------------------------- | -------------------------------------------------------- | -------------------------------------------------------- | -------------------------------------------------------- |
|                                                          |                                                          |                                                          |                                                          |                                                          |
| Управління                                               | Управління                                               |                                                          | 15,8%                                                    | 15,8%                                                    |
| Бізнес, фінанси та адміністрування                       | Бізнес, фінанси та адміністрування                       |                                                          | 10,5%                                                    | 10,5%                                                    |
| Охорона здоров'я                                         | Охорона здоров'я                                         |                                                          | 15,8%                                                    | 15,8%                                                    |
| Роздрібна торгівля та послуги                            | Роздрібна торгівля та послуги                            |                                                          | 15,8%                                                    | 15,8%                                                    |
| Гуртова торгівля, транспорт та обладнання                | Гуртова торгівля, транспорт та обладнання                |                                                          | 26,3%                                                    | 26,3%                                                    |
| Природні ресурси, сільське господарство                  | Природні ресурси, сільське господарство                  |                                                          | 15,8%                                                    | 15,8%                                                    |

## Клімат
Середня річна температура становить 1,2°C, середня максимальна – 20,9°C, а середня мінімальна – -24,1°C. Середня річна кількість опадів – 450 мм.
| Клімат поселення                              | Клімат поселення | Клімат поселення | Клімат поселення | Клімат поселення | Клімат поселення | Клімат поселення | Клімат поселення | Клімат поселення | Клімат поселення | Клімат поселення | Клімат поселення | Клімат поселення | Клімат поселення |
| Показник                                      | Січ.             | Лют.             | Бер.             | Квіт.            | Трав.            | Черв.            | Лип.             | Серп.            | Вер.             | Жовт.            | Лист.            | Груд.            |                  |
| Середній максимум, °C                         | −11,01           | −6,78            | 0,00             | 10,20            | 16,86            | 20,91            | 20,94            | 19,97            | 14,98            | 8,95             | −2,18            | −9,97            |                  |
| Середня температура, °C                       | −17,54           | −13,28           | −6,52            | 3,70             | 10,33            | 14,39            | 16,05            | 15,10            | 10,10            | 4,10             | −7,06            | −14,86           |                  |
| Середній мінімум, °C                          | −24,05           | −19,8            | −13,02           | −2,84            | 3,83             | 7,90             | 11,19            | 10,20            | 5,21             | −0,81            | −11,93           | −19,74           |                  |
| Норма опадів, мм                              | 28               | 21               | 15               | 18               | 41               | 72               | 70               | 60               | 42               | 30               | 30               | 23               |                  |
| Середньомісячна швидкість вітру, м/с          | 3.60             | 3.60             | 3.60             | 3.80             | 3.80             | 3.60             | 3.10             | 3.10             | 3.50             | 3.90             | 3.60             | 3.79             |                  |
| Середньомісячна сонячна радіація, кДж/м²·день | 2526             | 5809             | 11354            | 16893            | 20018            | 21777            | 21440            | 17568            | 11504            | 6251             | 2924             | 1730             |                  |
| --------------------------------------------- | ---------------- | ---------------- | ---------------- | ---------------- | ---------------- | ---------------- | ---------------- | ---------------- | ---------------- | ---------------- | ---------------- | ---------------- | ---------------- |
| Джерело:                                      |                  |                  |                  |                  |                  |                  |                  |                  |                  |                  |                  |                  |                  |